# William LeBaron
Pour les articles homonymes, voir Le Baron.
William LeBaron, né le 16 février 1883 à Elgin (Illinois), et mort le 9 février 1958 à Santa Monica (Californie), est un producteur de cinéma américain, également scénariste et librettiste. Il a notamment produit La Ruée vers l'Ouest, film qui a remporté l'Oscar du meilleur film à la 4e cérémonie des Oscars en 1930/1931.

## Biographie
LeBaron étudie à l'Université de Chicago et à l'Université de New York. Il écrit de nombreuses pièces pour Broadway, des livrets et des chansons. Il travaille comme journaliste et de 1919 à 1924 en tant que directeur de la société de production cinématographique new-yorkaise Cosmopolitan Productions.
En 1924 LeBaron s'installe à Hollywood et commence à produire des films pour la Famous Players-Lasky. Il est alors à la tête du studio FBO et en cette même année 1929 est fondée la RKO Pictures, qui est cédée à David Selznick dès octobre 1931. Il est ensuite à la Paramount où il reste jusqu'en 1942, puis à la 20th Century Fox
LeBaron est marié à Mabel Hollins, actrice britannique de comédies musicales. Il repose dans la Chapel of the Pines Crematory (en).

## Filmographie
(liste partielle)

### Années 1920
- 1926 : Beau Geste de Herbert Brenon
- 1926 : Un conte d'apothicaire (It's the Old Army Game)
- 1926 : Love 'Em and Leave 'Em
- 1926 : Moi (The Show Off)
- 1926 : Un conte d'apothicaire (It's the Old Army Game) de A. Edward Sutherland
- 1927 : Dans la peau du lion
- 1927 : Love's Greatest Mistake
- 1927 : Blind Alleys
- 1928 : Le Crime de monsieur Benson (Perfect Crime) de Bert Glennon
- 1928 : Orphan of the Sage de Louis King
- 1929 : Street Girl
- 1929 : Le Dernier Voyage (Side Street)
- 1929 : Rio Rita

### Années 1930
- 1930 : Hit the Deck
- 1930 : Hook, Line and Sinker
- 1930 : Coucous (The Cuckoos) de Paul Sloane
- 1930 : Midnight Mystery
- 1930 : The Case of Sergeant Grischa
- 1930 : Conspiracy
- 1931 : Consolation Marriage
- 1931 : Traveling Husbands
- 1931 : Beau Ideal
- 1931 : High Stakes
- 1931 : Caught Plastered
- 1931 : La Ruée vers l'Ouest
- 1931 : The Sin Ship
- 1931 : The Lady Refuses
- 1931 : Kept Husbands
- 1931 : Cracked Nuts
- 1931 : The Public Defender
- 1931 : White Shoulders de Melville W. Brown
- 1931 : The Royal Bed de Lowell Sherman
- 1931 : Lady Lou (She Done Him Wrong)
- 1933 : Liliane
- 1933 : Je ne suis pas un ange (I'm No Angel)
- 1934 : Ce n'est pas un péché
- 1934 : Une riche affaire
- 1934 : La Parade du rire
- 1935 : La Dernière Rumba (Rumba)
- 1935 : Les Joies de la famille (Man on the Flying Trapeze) de Clyde Bruckman
- 1936 : L'Appel de la folie (College Holiday) de Frank Tuttle
- 1936 : Annie du Klondike
- 1936 : Une princesse à bord
- 1936 : L'Espionne Elsa (Till We Meet Again) de Robert Florey
- 1936 : Le général est mort à l'aube
- 1936 : Le Retour de Sophie Lang (The Return of Sophie Lang) de George Archainbaud
- 1937 : Born to the West
- 1937 : La Fille de Shanghai
- 1937 : La Vie facile
- 1937 : Champagne valse
- 1937 : La Folle Confession
- 1937 : Âmes à la mer
- 1938 : Les Hommes volants (Men with Wings) de William A. Wellman
- 1938 : La Huitième Femme de Barbe-Bleue
- 1938 : Les Flibustiers
- 1939 : Lune de miel à Bali (Honeymoon in Bali) d'Edward H. Griffith
- 1939 : Television Spy
- 1939 : Pacific Express
- 1939 : La Baronne de minuit
- 1939 : Island of Lost Men

### Années 1940
- 1940 : Police-secours (Emergency Squad)
- 1940 : Golden Gloves)
- 1940 : En route vers Singapour
- 1940 : Rhythm on the River
- 1940 : Les Tuniques écarlates
- 1940 : Le Mystère du château maudit
- 1940 : L'Aventure d'une nuit
- 1941 : Week-end à la Havane
- 1941 : En route vers Zanzibar
- 1941 : Le Tombeur du Michigan (Reaching for the Sun)
- 1941 : Vedette à tout prix (Kiss the Boys Goodbye)
- 1942 : Ce que femme veut (Orchestra Wives) d'Archie Mayo
- 1942 : Swing au cœur
- 1942 : Iceland
- 1942 : Filles des îles (Song of the Islands) de Walter Lang
- 1942 : Ivresse de printemps (Springtime in the Rockies) d'Irving Cummings
- 1943 : Banana Split
- 1943 : Symphonie magique
- 1944 : Pin Up Girl
- 1947 : Carnegie Hall d'Edgar G. Ulmer

## Source de la traduction
- (en) Cet article est partiellement ou en totalité issu de l’article de Wikipédia en anglais intitulé « William LeBaron » (voir la liste des auteurs).